# Cdk8
quinasa dependiente de ciclina 8 es una enzima miembro de la familia de quinasas (o cinasas) dependientes de ciclinas (Cdk). En los humanos es codificada por el gen CDK8.

## Función
La Cdk8 y la ciclina C se asocian formando un complejo mediador de la regulación de la transcripción genética Los mecanismos por las que ejerce sus funciones no han sido descritas aún. De hecho solo se ha identificado pocos substratos directos de la Cdk8 que hayan sido validados por estudios independientes. Uno de tales substrato de la Cdk8 es STAT1 S727.

## Función en Objetivo/de Fármaco del Cáncer
El producto natural cortistatina A altamente potentey selectivo inhibidor de la Cdk8 así como su homólogo Cdk19. La inhibición de Cdk8 y Cdk19 con cortistatina A suprime de manera poderosa el crecimiento de células AML y tiene importante actividad antileucemica in vivo. Por ello, la inhibición de Cdk8 y Cdk19 es una aproximación terapéutica nueva al manejo médico de la AML. Inhibición de Cdk8/Cdk19 en AML las causas selectivas y desproporcionados arriba control de super-enhancer-asoció genes incluyendo los genes de identidad de la célula CEBPA y IRF8. Estos efectúa contribuye al anti-leukemic actividad de cortistatin Un y revelar que CDK8/19 restrain activación aumentada de concreto super-enhancer-asoció genes en AML.
Ver también Proteína kinase ámbito para ver las propiedades más generales de kinases.

## Interacciones
La Cdk8 ha demostrado ser capaz de interaccionar con: